# Bezirk Cieszanów

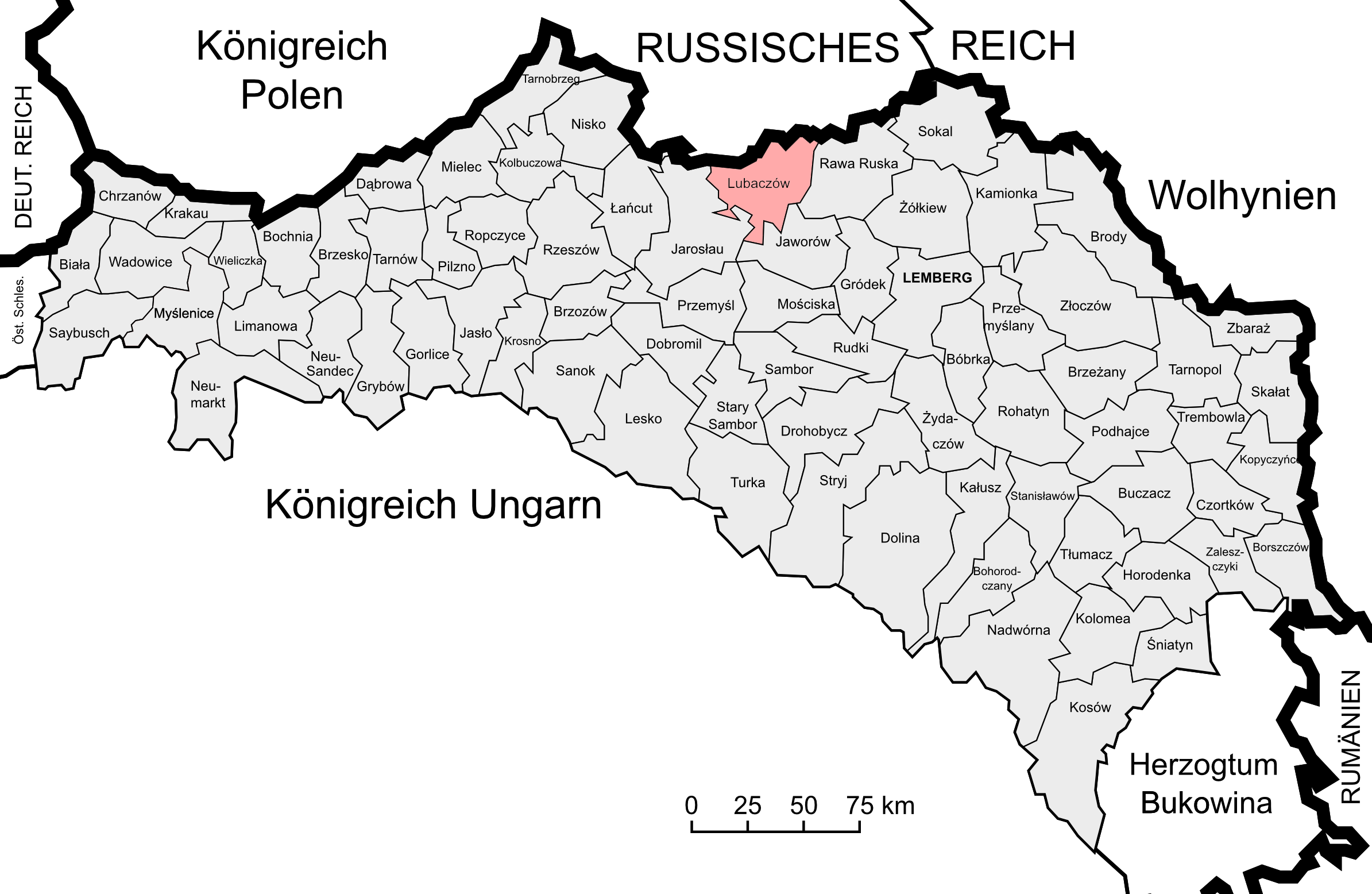
Lage des Bezirks Cieszanów im Kronland Galizien und Lodomerien

Der Bezirk Cieszanów war ein politischer Bezirk im Kronland Galizien und Lodomerien in Österreich-Ungarn. Sein Gebiet umfasste Teile Ostgaliziens im heutigen Polen (Powiat Lubaczów und Powiat Jarosław) sowie der Ukraine (Oblast Lwiw, Rajon Jaworiw), Sitz der Bezirkshauptmannschaft war der Markt Cieszanów. Nach dem Ersten Weltkrieg musste Österreich den gesamten Bezirk an Polen abtreten; hier sind große Teile im heutigen Powiat Lubaczowski zu finden.
Der Bezirk Cieszanów grenzte im Norden an das Russische Kaiserreich, im Osten an den Bezirk Rawa Ruska, im Süden an den Bezirk Jaworów sowie im Westen an den Bezirk Jaroslau.

## Geschichte
Nachdem die Kreisämter Ende Oktober 1865 abgeschafft worden waren und deren Kompetenzen auf die Bezirksämter übergegangen waren, schuf man nach dem Österreichisch-Ungarischen Ausgleich 1867 auch die Einteilung des Landes in zwei Verwaltungsgebiete ab. Zudem kam es im Zuge der Trennung der politischen von der judikativen Verwaltung zur Schaffung getrennter Verwaltungs- und Justizbehörden. Während die gerichtliche Einteilung weitgehend unberührt blieb, fasste man Gemeinden mehrerer Gerichtsbezirke zu Verwaltungsbezirken zusammen.
Der neue politische Bezirk Cieszanów wurde aus folgenden Bezirken gebildet:
- Bezirk Lubaczów (mit 45 Gemeinden)
- Bezirk Cieszanów (mit 32 Gemeinden)
- Teilen des Bezirks Niemirów (Gemeinden Krowica Hołodowska, Krowica Lasowa, Lipowiec mit Maydan und Lindenau, Krowica Sama mit Żytynia)

Der Bezirk Cieszanów bestand bei der Volkszählung 1910 aus 76 Gemeinden sowie 53 Gutsgebieten und umfasste eine Fläche von 1136 km². Hatte die Bevölkerung 1900 noch 79.568 Menschen umfasst, so lebten hier 1910 86.549 Menschen. Auf dem Gebiet lebten dabei mehrheitlich Menschen mit polnischer Umgangssprache (51 %) und römisch-katholischem Glauben, Juden machten rund 12 % der Bevölkerung aus.

## Ortschaften
Auf dem Gebiet des Bezirks bestanden im Jahre 1910 Bezirksgerichte in Cieszanów und Lubaczów, diesen waren folgende Orte zugeordnet:
Gerichtsbezirk Cieszanów:
- Brusno Nowe
- Brusno Stare
- Chlewiska
- Chotylub bestehend aus den Ortsteilen Chotylub I, Chotylub II und Chotylub III
- Markt Cieszanów
- Deutschbach
- Freifeld
- Gorajec
- Horyniec
- Huta Różaniecka
- Huta Stara
- Kadłubiska
- Krzywe
- Markt Lipsko
- Łówcza
- Lubliniec Nowy
- Lubliniec Stary
- Łukawica
- Moszczanica
- Markt Naról
- Narol Wieś
- Niemstów
- Nowe Sioło
- Nowiny Horynieckie
- Markt Płazów
- Podemszczyzna
- Ruda Różaniecka
- Rudka
- Ułazów
- Wola Wielka
- Wulka Horyniecka
- Żuków

Gerichtsbezirk Lubaczów:
- Basznia Dolna
- Basznia Górna
- Bihale
- Borchów
- Borowa Góra
- Burgau
- Cewków
- Dąbrowa
- Dachnów
- Dzików Nowy
- Dzików Stary
- Felsendorf
- Futory
- Krowica Hołodowska bestehend aus den Ortsteilen Cetynia Hołodowska und Krowica Hołodowska
- Krowica Lasowa
- Krowica Sama
- Lipowiec bestehend aus den Ortsteilen Lindenau und Lipowiec
- Lisie Jamy
- Stadt Lubaczów
- Łukawiec
- Miłków
- Młodów
- Markt Oleszyce
- Oleszyce Stare
- Opaka
- Ostrowiec
- Reichau
- Sieniawka bestehend aus den Ortsteilen Huta Krzyształowa und Sieniawka
- Stare Sioło bestehend aus den Ortsteilen Bachory, Czeterboki, Ignasze, Lichacze, Onyszki und Stare Sioło
- Sucha Wola
- Szczutków
- Wulka Zapałowska
- Załuże
- Zapałów